# Tiroteo en el Mercado Sarona de Tel Aviv
Tiroteo en el Mercado Sarona de Tel Aviv ocurrió el 8 de junio de 2016, cuando dos terroristas abrieron fuego contra varias personas en el mercado Sarona de Tel Aviv, Israel, matando a cuatro de ellas e hiriendo a otras dieciocho.

## Incidente
El 8 de junio de 2016, a las 9:00 de la noche hora de Tel Aviv, dos hombres que estaban vestidos como judíos jasídicos ultraortodoxos, abrieron fuego contra las personas que se encontraban en la zona de cafeterías y restaurantes de un centro comercial del centro de la ciudad Israelí. El centro comercial Sarona, está ubicado a sólo unos metros del cuartel general del ejército israelí en Tel Aviv. Al menos cuatro personas murieron en el tiroteo informó a CNN un representante del Hospital Ichilov donde atendieron a las víctimas del tiroteo. Una de las víctimas murió siendo atendido por las heridas.

## Atacantes
La Policía de Israel informó que los atacantes fueron capturados en la escena del crimen y eran dos jóvenes palestinos provenientes de Hebrón. Uno de los sospechosos fue disparado y herido en el lugar, y el segundo fue arrestado. Ambos fueron interrogados por la policía. Se creía que había un tercero, pero esa posibilidad fue descartada. El terrorista herido fue atendido en un hospital de la ciudad. Posteriormente una tercera persona de origen palestino fue capturada, la cual se cree, fue la autora intelectual del ataque. 

## Víctimas mortales
- Ido Ben-Ari, 42 años, procedente de Ramat Gan, padre de dos hijos, cuya esposa también resultó herida durante el ataque. Era un excomando del Sayeret Matkal, trabajaba en un puesto de alto nivel en la sucursal de Israel de Coca Cola.[7]

- Mila Mishayev, 32 años, de Rishon LeZion, recibió un disparo en la pierna, pero fue capaz de llamar a su novio para decirle lo que pasaba antes de fallecer por la hemorragia causada por el disparo.

- Ilana Naveh, 39 años, de Tel Aviv, una madre de cuatro hijos.[8]

- Michael Feige, 58 años, procedente de Ramat Gan, era profesor de la Universidad Ben Gurion de Beer Sheva en el Negev, que se había especializado en antropología y sociología.[9]

## Reacciones
- El primer ministro Benjamin Netanyahu, que acababa de regresar de una visita a Moscú, convocó a una reunión de emergencia a los jefes de seguridad del país, incluido el nuevo Ministro de Defensa.[10] Posteriormente el primer ministro israelí, Benjamin Netanyahu, el ministro de Defensa Avigdor Lieberman y el ministro de Seguridad Pública Gilad Erdan visitaron el lugar del ataque, y Netanyahu se comprometió a responder a este ataque y condenó el tiroteo.[11][12][6]

- Hamás ha elogiado el ataque, publicando una caricatura que representa el ataque como un regalo de Ramadán y sugirió que más ataques era probable que ocurrieran durante el Ramadán. La foto del terrorista fue publicada en Twitter como héroe por un palestino.[13]